# Troféu Mucuripe de Melhor Atriz
O Troféu Mucuripe de Melhor Atriz ou Melhor Interpretação Feminina é um prêmio laureado a melhor atriz em um longa-metragem concedido pelo Cine Ceará - Festival Ibero-americano de Cinema desde 2001, sendo um dos principais prêmios do cinema brasileiro. Em 2023, na 32ª edição do festival, a categoria foi extinta na premiação passando a fazer parte da categoria Melhor Atuação Principal, sem distinção de gênero.
Cláudia Missura, Graziella Moretto, Lena Roque, Olívia Araújo e Renata Mello foram as primeiras atrizes a receber o prêmio pela interpretação coletiva no elenco de Domésticas, de Fernando Meireles, em 2001. Até então, o festival premiava apenas curtas-metragens. Sabrina Greve é a atriz mais premiada, recebendo dois Mucuripes, por Uma Vida em Segredo, em 2002, e Clarisse, ou Alguma Coisa Sobre Nós Dois, em 2016. A última vencedora da categoria foi a cubana Linnett Hernández Valdés, por Vicenta B.
A categoria de Melhor Atriz Coadjuvante foi apresentada no festival uma única vez, em sua 15ª edição, em 2005, ocasião em que Ariclê Perez foi premiada por sua atuação em Quanto Vale ou É por Quilo?. A partir de 2023, foi a criada a categoria de Melhor Atuação Coadjuvante, também sem distinção de gênero.

## Atrizes premiadas

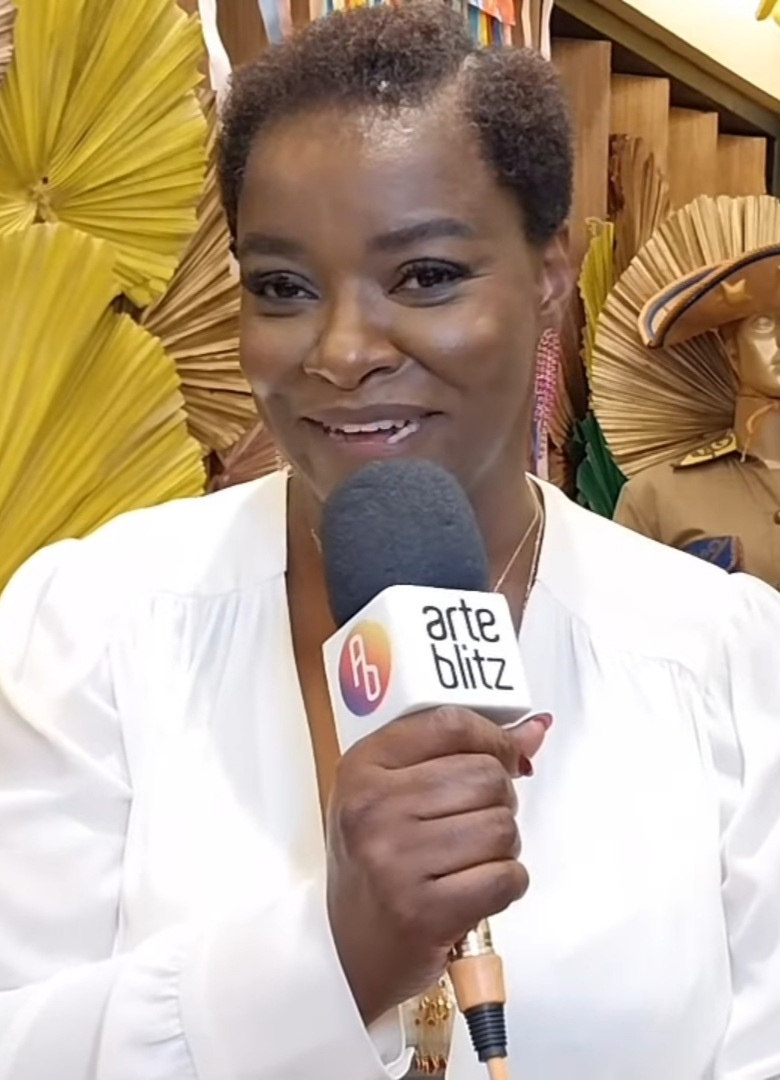
Olívia Araújo, uma das primeiras vencedoras do prêmio por Domésticas, em 2001.

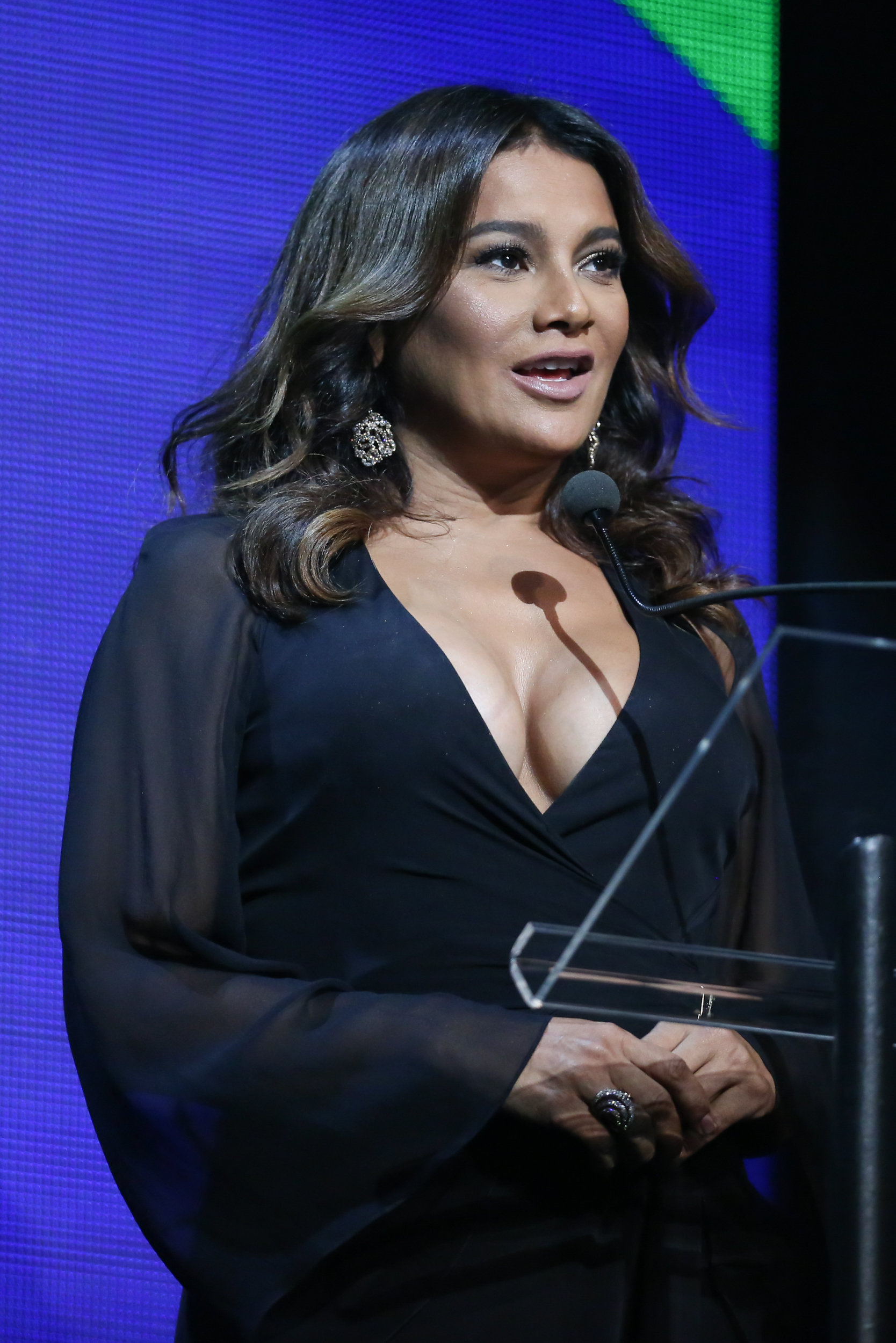
Dira Paes venceu na cateogoria por Amarelo Manga, em 2003.

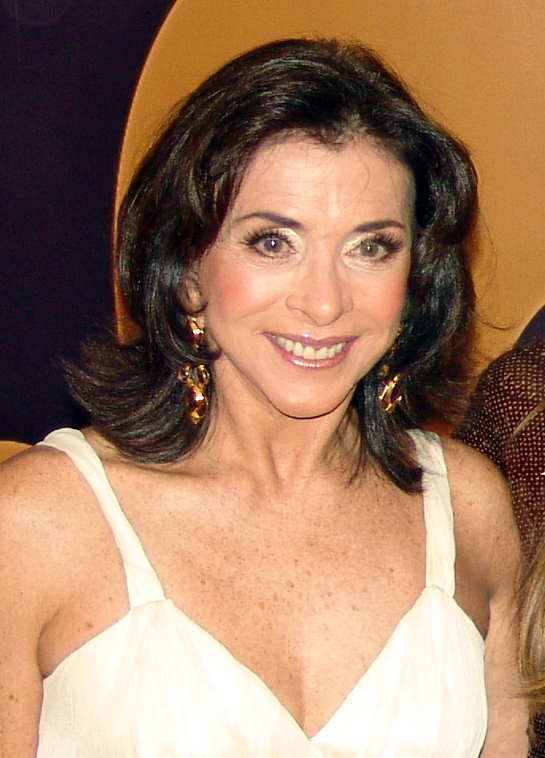
Betty Faria foi eleita por seu trabalho em Bens Confiscados, em 2005.

| Ano            | Atriz                    | Personagem                | Título em Português                       | Título Original                           | Ref.           |
| Década de 2000 | Década de 2000           | Década de 2000            | Década de 2000                            | Década de 2000                            | Década de 2000 |
| -------------- | ------------------------ | ------------------------- | ----------------------------------------- | ----------------------------------------- | -------------- |
| 2001           | Cláudia Missura          | Raimunda                  | Domésticas                                | Domésticas                                | [ 2 ]          |
| 2001           | Graziella Moretto        | Roxane                    | Domésticas                                | Domésticas                                | [ 2 ]          |
| 2001           | Lena Roque               | Cleonice (Créo)           | Domésticas                                | Domésticas                                | [ 2 ]          |
| 2001           | Olívia Araújo            | Quitéria                  | Domésticas                                | Domésticas                                | [ 2 ]          |
| 2001           | Renata Mello             | Cida                      | Domésticas                                | Domésticas                                | [ 2 ]          |
| 2002           | Sabrina Greve            | Biela                     | Uma Vida em Segredo                       | Uma Vida em Segredo                       |                |
| 2003           | Dira Paes                | Kika                      | Amarelo Manga                             | Amarelo Manga                             | [ 6 ]          |
| 2004           | Soia Lira                | Cordolina                 | O Quinze                                  | O Quinze                                  | [ 7 ]          |
| 2005           | Bettty Faria             | Isabela Siqueira (Serena) | Bens Confiscados                          | Bens Confiscados                          | [ 8 ]          |
| 2006           | Luisa Maria Jimenez      | Magalis                   | Bairro Cuba                               | Bairro Cuba                               | [ 9 ]          |
| 2007           | Magdyel Ugaz             | Ángela                    | Mariposa Negra                            | Mariposa Negra                            | [ 10 ]         |
| 2008           | Ana Celentano            | Carla                     | As Vidas Possíveis                        | Las Vidas Posibles                        | [ 11 ]         |
| 2009           | Annia Bu Maure           | Sandra                    | Os Deuses Mortos                          | Los Dioses Rotos                          | [ 12 ]         |
| Década de 2010 |                          |                           |                                           |                                           |                |
| 2010           | Miriel Cejas             | Lisanka                   | Lisanka                                   | Lisanka                                   | [ 13 ]         |
| 2011           | Claudia Lapacó           | Estela                    | Língua Materna                            | Lengua materna                            | [ 14 ]         |
| 2012           | Graziela Felix           | Rânia                     | Rânia                                     | Rânia                                     | [ 15 ]         |
| 2013           | Laura de la Uz           | Ana                       | O Filme de Ana                            | La película de Ana                        | [ 16 ]         |
| 2014           | Loreto Aravena           | Olivia                    | Não Sou Lorena                            | No soy Lorena                             | [ 17 ]         |
| 2015           | Itziar Ituño             | Lourdes                   | Loreak                                    | Loreak                                    | [ 18 ]         |
| 2016           | Sabrina Greve            | Clarisse                  | Clarisse, ou Alguma Coisa Sobre Nós Dois  | Clarisse, ou Alguma Coisa Sobre Nós Dois  | [ 3 ]          |
| 2017           | Lola Amores              | Santa                     | Santa e Andrés                            | Santa y Andrés                            | [ 19 ]         |
| 2018           | Natalia Aragonese        | Gladys, la francesita     | Cabras de Merda                           | Cabros de Mierda                          | [ 20 ]         |
| 2019           | María Isabel Díaz Lago   | Celeste García            | A Viagem Extraordinária de Celeste García | El viaje extraordinario de Celeste García | [ 21 ]         |
| Década de 2020 |                          |                           |                                           |                                           |                |
| 2020           | Amanda Minujín           | Amanda                    | As Boas Intenções                         | Las buenas intenciones                    |                |
| 2021           | Clébia Sousa             | Pilar                     | Fortaleza Hotel                           | Fortaleza Hotel                           | [ 22 ]         |
| 2022           | Linnett Hernández Valdés | Vicenta Bravo             | Vicenta B                                 | Vicenta B                                 | [ 23 ]         |